# Stemma della Polinesia Francese
Lo stemma della Polinesia francese venne ufficialmente adottato il 23 novembre 1984.
Questo stemma si trova anche al centro della bandiera della Polinesia francese.

## Descrizione
Lo stemma consiste di un cerchio con al centro una canoa polinesiana rossa sopra cinque file di onde, le quali rappresentano l'abbondanza. Dietro la canoa compaiono dieci raggi solari che rappresentano la vita. Sulla canoa si possono individuare cinque figure umane che stanno a rappresentare i cinque arcipelaghi che compongono la Polinesia francese.